# Club Deportivo Condal
El Club Deportivo Condal fue un club de fútbol español, de la ciudad de Barcelona. Fundado en el barrio de Hostafrancs en 1934 como Sección Deportiva La España Industrial, en 1956 cambió su denominación para jugar en la Primera División de España. Durante la mayor parte de su historia fue filial del F. C. Barcelona. En 1970 se fusionó con otro filial barcelonista, el Atlético Cataluña CF, para formar el F. C. Barcelona "B".
Actualmente ostenta dos curiosos récords: es el equipo que menos partidos ha perdido (15) y el que menos goles ha recibido (57) en la historia de la primera división española.

## Historia
El CD Condal fue fundado el 1 de agosto de 1934 como Sección de Deportes de La España Industrial y fue originalmente el equipo de la fábrica que llevaba su nombre (La España Industrial).
La equipación era a rayas verticales blanquiazules. La compañía era propiedad de la familia de Josep Antoni de Albert, quien fue brevemente presidente del F. C. Barcelona en 1943. En 1951, durante su presidencia, el club se convirtió en un equipo filial del F. C. Barcelona y empezó a utilizar el estadio de Les Corts como local.
Al principio militó en las ligas regionales locales; en 1950 ascendió a Tercera División y el año 1952 lo hizo a Segunda División. En 1953 finalizó en la segunda posición en el Grupo I, clasificado para disputar el play-off de ascenso, pero no tuvo opción de hacerlo, al ser un filial del F. C. Barcelona.
En 1956, el CD España Industrial se independizó del F. C. Barcelona y cambió su nombre por el de Club Deportivo Condal para poder disputar un nuevo play-off y tener la oportunidad de ascender a Primera División, lo cual consiguió.  Sólo permaneció una campaña, pues en 1957 descendió a Segunda División, hasta que en 1961 renunció a seguir en Segunda y pasó a jugar en Tercera. En 1965 regresa a Segunda, donde pasa dos campañas hasta descender en 1967. En 1970 se acuerda su fusión con el Atlético Cataluña para formar el Barcelona Atlético, que pasó a ser el primer filial del F. C. Barcelona. 

### Evolución del nombre
- 1934-1956: Sección de Deportes de La España Industrial
- 1956-1970: Club Deportivo Condal

## Presidentes
- 1934-1943: Josep Antoni de Albert
- 1943-1958: Carles de Albert
- 1958-1960: Enric Llaudet
- 1960-1970: Joaquín Labuena

## Uniforme

### Evolución del uniforme
| 1934 - 1956 | 1956 - 1968 | 1968-1970 |

## Estadio
El Camp de Les Corts, popularmente llamado Les Corts, fue el segundo estadio de la historia del F. C. Barcelona. En 1951, tras hacerse el España Industrial filial del Barcelona, pasó a jugar en Les Corts hasta 1970.

## Datos del club
- Temporadas en Primera División: 1
- Temporadas en Segunda División: 10
- Temporadas en Segunda División B: 0
- Temporadas en Tercera División: 10
- Mejor puesto en la liga: 16.º en Primera División, temporada 1956/57
- Peor puesto en la liga: 10.º en Tercera División, temporada 1947/48

## Entrenadores
| - 1942-1946: Agustín Sancho - 1946-1957: Miguel Gual - 1957-1959: Emilio Aldecoa - 1959-1960: Juan Gómez de Lecube (hasta enero de 1960) - 1960-1961: Enric Rabassa - 1961-1965: Vicente Sasot (hasta octubre de 1965) | - 1965-1966: Miquel Colomer - 1966-1968: Vicente Sasot - 1968-1969: Miquel Colomer - 1969: Josep Seguer (hasta octubre de 1969) - 1969: Isidre Flotats (hasta diciembre de 1969) - 1969-1970: Francisco Rodríguez, 'Rodri' |

## Palmarés

### Torneos nacionales
- Tercera División (3): 51/52, 64/65, 67/68.

### Torneos amistosos
- Trofeo Ciudad de Hospitalet: (1): 1968